# Јован Шишман
Јован или Иван Шишман (?—3. јун 1395, Никопољ), трновски бугарски цар (1356—јул 1393) (од 1371. године прави владар). Био је син Јована Александра и Теодоре.

## Царевање

### Подела
Око 1356. године дошло је у Бугарској до цепања државе. Цар Јован Александар је јужну са престоницом Трновом, дао је млађем сину Шишману, а северну са престоницом Видином, дао је сину Страцимиру. Због те цареве одлуке многи крајеви су искористили његову слабост и почели да се одмећу. Тако се тада одвојио Балчик са Калијакром. Та деспотовина је прихватила као свог цариградског патријарха.

### Угарски напад
Године 1365. Угри су позвани од стране византијског цара Јована V у помоћ против Турака, али та потера се окренула против Бугара. Гроф Амедеј VI Савојски је савладао цара Страцимира и са породицом га је спровео у хрватски затвор у Босиљеву. Око 1370. године, пошто су Бугари у савезу са влашким војводом Владиславом преотели Видин, Страцимир је враћен као угарски вазал, где се борио против оца Јована Александра. Године 1371. он осваја Софију и пошто је Јован Александар умро, почиње другу и љуту борбу против Јована Шишмана. Босански краљ Твртко I Котроманић, моравски кнез Лазар Хребељановић и Јован Страцимир су 1374. године напали Шишмана, али се он спасао тако што се 1375. године венчао са Лазаревом кћерком Драганом.

### Односи са Турцима
Османлије су постале опасност за Бугарску после српске катастрофе на Марици 26. септембра 1371. године тако да је Шишман морао да преда 1373. године сестру Тамару у султанов харем, али су Турци ипак 1378. освојили Ихтиман, 1383. Софију и 1385. Ниш. Јован Шишман је потом покушао да поврати власт над Влашком и Добруџском деспотовином 1386. године, али није имао успеха. После хришћанских победа код Плочника 1387. и Билеће 1388, прекинуо је вазалство према Турцима, али га је Турска опсада Никопоља покорила. Да би спасао Никопоље предао је Турцима Драстар.

### Пад Бугарске и смрт
Турци су искористили што Јован Шишман није могао да покрене већи отпор па су га око 1390. године напали и освојили скоро цело Трновско царство. Чак су га и присилили на данак. Турци су преко Бугарске нападали Влашку која је исто тако била присиљена на данак. Турци су тако, покоривши скоро целу Србију и Бугарску и мали део Влашку и Босне, постали господари Балкана. У лето 1392. године угарски краљ Жигмунд Луксембуршки је разбио Турке код Браничева и продро у Србију до Ждрела. Чим је чуо за то, Јован Шишман је покушао да уђе у везе са Жигмундом. Турци су 17. априла 1393. године опсели Трново, које је бранио патријарх Јефимије Трновски, пошто се Шишман повукао у Никопоље. Захваљујући издаји 17. јула, Трново је пало, али мали део државе око града Никопоља је остао слободан. Међутим, после две године пада и преостали део Бугарске. Ту је Јован Шишман био заробљен, па је и умро у Никопољу умро 3. јуна 1395. године у заробљеништву.

## Породично стабло
|  |                     |  |  |  |  |  |  |  |  |  |  |  |  |  |  |  |
|  | 2. Јован Александар |  |  |  |  |  |  |  |  |  |  |  |  |  |  |  |
|  |                     |  |  |  |  |  |  |  |  |  |  |  |  |  |  |  |
|  |                     |  |  |  |  |  |  |  |  |  |  |  |  |  |  |  |
|  | 1. Јован Шишман     |  |  |  |  |  |  |  |  |  |  |  |  |  |  |  |
|  |                     |  |  |  |  |  |  |  |  |  |  |  |  |  |  |  |
|  |                     |  |  |  |  |  |  |  |  |  |  |  |  |  |  |  |
|  | 3. Теодора (Сара)   |  |  |  |  |  |  |  |  |  |  |  |  |  |  |  |
|  |                     |  |  |  |  |  |  |  |  |  |  |  |  |  |  |  |
|  |                     |  |  |  |  |  |  |  |  |  |  |  |  |  |  |  |